# Pete Maravich
Pete Maravich (22 de juny de 1947 - 5 de gener de 1988) fou un llegendari jugador de bàsquet dels Estats Units conegut com a Pistol Pete.
Va aconseguir una mitjana de 24,2 punts en els 658 partits que va disputar en l'NBA, on va militar primer als Atlanta Hawks i després als recent creats New Orleans Jazz. Finalment, després de sofrir una greu lesió va jugar una última temporada amb els Boston Celtics. Va ingressar al Hall of Fame l'any 1987. Va morir mesos després de sofrir un atac de cor durant un partit informal de bàsquet.